# Малий Заєцький
Мали́й За́єцький (рос. Малый Заяцкий) — невеликий острів у складі Соловецького архіпелагу, знаходиться на південний захід від сусіднього острова Великий Заєцький.

## Географія
Розташований в південній частині Соловецької затоки, від Соловецького острова відокремлений протокою Печаківська Салма. Острів височинний, поверхня складена з піску та каміння, порослими чагарниками і травами, зустрічаються ділянки з тундровою рослинністю.
Острів незаселений, на півдні виділяється мис Красний.
На південний схід від острова лежить мілина Печаківська Корга (глибина 1,8 м), на південний захід — Заєцька мілина (глибина 6-10 м).